# Стратт, Джордж Герберт
Джордж Герберт Стратт (англ. George Herbert Strutt) — владелец фабрики по производству шёлка и филантроп из Дербишира. Был Высшим шерифом, являлся потомком Джедедайя Стратта.
Семья Стратт нажила своё богатство на производстве шёлка. Сын Джорджа Герберта пропал в купленном отцом особняке Scottish Glensanda и был найден спустя пять лет в виде одетого скелета.

## Биография
Джордж Герберт Стратт родился в 1854 году в Белпере. Он был из известной семьи Страттов, чьё состояние было нажито благодаря хлопчатобумажным фабрикам и изобретениям предков, начиная с Джедедайи Стратта. Его отцом был Джордж Генри Стратт, а матерью — Агнес (урождённая Эштон, Ashton). Он был самым младшим ребёнком и единственным сыном. Его тремя старшими сёстрами были Сьюзан Агнес, Люси Фрэнсис и Клара Стратт.
В 1902 году Стратт и его жена Эмили, купили особняк на полуострове Морверн в Шотландии. На 24 000 акрах (97 км²) имения они построил коттеджи и конные дорожки, увеличили существовавшие дома и плотины в предотвращение засухи.
Как и многие из его предков, Стратт был Высшим шерифом Дербишира, в 1903 году.
В 1907 году он завершил долгие обсуждения с органами образования и оказался в состоянии финансировать Начальную школу для детей Белпера и прилегавших к нему деревень Дербишира. Школа была открыта 7 мая 1909 года герцогом Девонширским. Стоимость школы составляла 20 000 фунтов стерлингов и включала большое игровое поле и витражи в библиотеке, изображавшие герб Страттов. В 1910 году Стратт финансировал общественный плавательный бассейн в Белпере и в течение четырёх лет он давал дополнительные 5000 фунтов стерлингов на расширение школы. Школа была грамматической, пока не была объединена с двумя другими для создания Белперской школы. Название школы и дар Стратта увековечены в названии детского сада в Белпере. Здание школы в настоящее время используется сообществом.
В 1921 году Стратт вновь помог белперскому обществу, дав землю под создание мемориальных садов в память о погибших в Первой мировой войне.
После смерти Стратта имение наследовал его сын Артур, а затем с 1930 года, он владел им со своей женой-новозеландкой Патрицией. Артур умер при неясных обстоятельствах. Он ушёл однажды утром и пять лет спустя он был признан погибшим. В понедельник после панихиды его тело было найдено. Его одетый скелет был найден в полумиле от его дома работниками лесного хозяйства, но было уже слишком поздно, чтобы выяснить причину смерти.
Портреты Стратта и «миссис Джордж Стратт» кисти Франка Эрнеста Бересфорда, принадлежат Белперскому городскому совету и Музею и художественной галерее Дерби соответственно.